# Costa di Borchgrevink

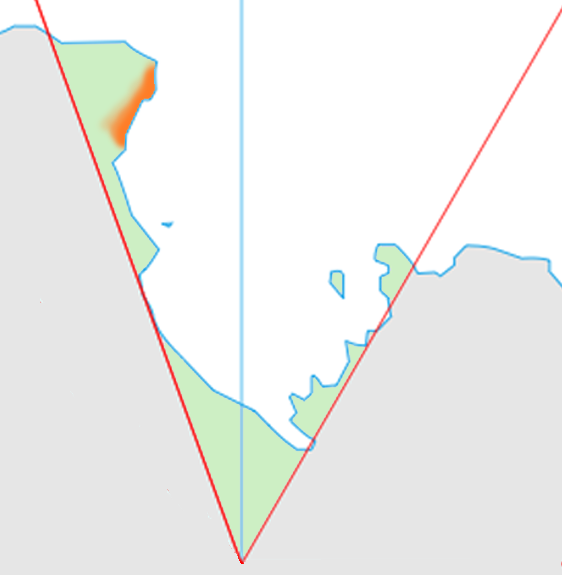
La posizione della costa di Borchgrevink nella Dipendenza di Ross.

La costa di Borchgrevink (centrata alle coordinate73°00′S 169°30′E) è una porzione della costa sia della Dipendenza di Ross che della Terra Vittoria, di cui costituisce anche il settore più settentrionale, in Antartide. In particolare, la costa di Borchgrevink  si estende tra capo Washington (74°39′S 165°25′E), che separa la baia Terra Nova e la baia di Wood, a sud, e capo Adare (71°17′S 170°14′E), all'estremità settentrionale della penisola Adare, a nord, e confina a sud con la costa di Scott e a nord con la costa di Pennell. Da notare il fatto che il suo confine settentrionale, il capo Adare, un promontorio di basalto nero, segna l'inizio dei monti Transantartici, la grande catena montuosa che idealmente separa l'Antartide Orientale dall'Antartide Occidentale.

## Storia

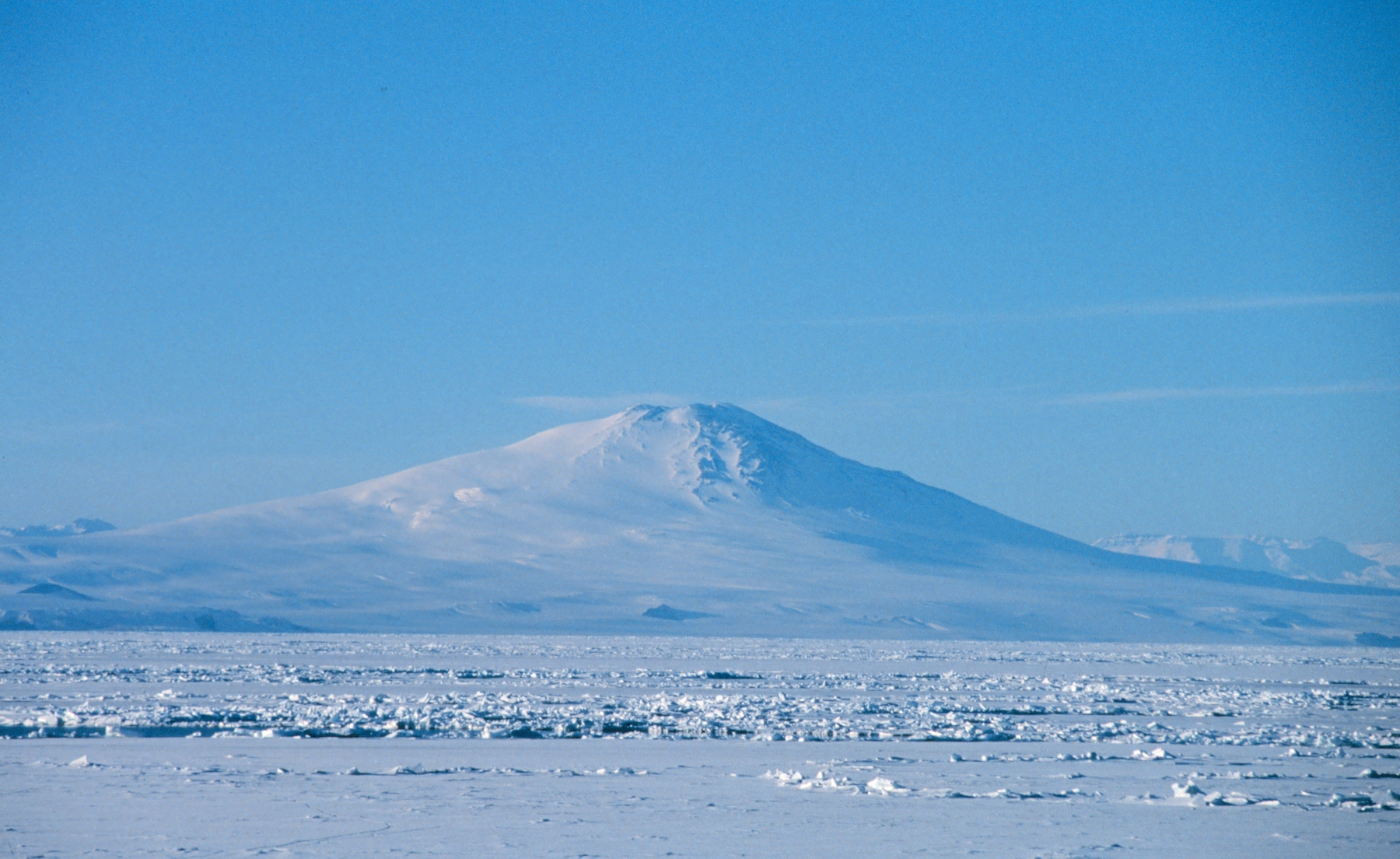
Il monte Melbourne, sulla costa di Borchgrevink.

Questo tratto di costa è stato così rinominato nel 1961 dal Comitato neozelandese per i toponimi antartici in onore di Carsten Borchgrevink, membro della spedizione condotta in quest'area nel 1894-95 al comando di Henryk Johan Bull e comandante della spedizione Southern Cross del 1898-1900, la prima a trascorrere sul continente, in particolare presso capo Adare, un inverno antartico.